# Jean-Yves Le Bouillonnec
Jean-Yves Le Bouillonnec est un avocat et un homme politique socialiste français, né le 15 septembre 1950 à Cachan (Val-de-Marne). 
Il est maire de Cachan de 1998 à 2018 et député de la 11e circonscription du Val-de-Marne de 2002 à 2017. De 2015 à 2018, il est président du comité de surveillance de la société du Grand Paris, qui réalise le réseau de métro automatique Grand Paris Express, poste dont il démissionne pour raisons de santé.
Il est au centre de l'attention médiatique, lors de l'affaire du relogement des squatteurs du centre régional des œuvres universitaires et scolaires (CROUS) de Cachan, à l'automne 2006. Les logements étudiants occupés illégalement ayant été évacués de force par les compagnies républicaines de sécurité (CRS), le maire loge d'urgence les squatteurs dans le gymnase de l'école Belle-image pour éviter les troubles à l'ordre public qui pourraient survenir s'ils étaient laissés à la rue. Le gymnase est occupé pendant une période bien plus longue, les étrangers en situation irrégulière en ayant fait un symbole et voulant éviter d'être séparés par la force publique. 
En 2008, il publie un rapport, passablement critique, sur la loi Robien concernant l'immobilier, et en 2010, un livre Logement: le bien premier, édition Jean Jaurès Fondation.

## Parcours politique
En 1983, Jean-Yves Le Bouillonnec rejoint l'équipe municipale de Jacques Carat, pour en devenir l'un de ses adjoints. En 1998, Jacques Carat démissionne et remet son écharpe de maire à Jean-Yves Le Bouillonnec.
En 2001, il mène la liste aux élections municipales, élue avec le soutien du Parti socialiste, des Verts, des radicaux de gauche, du Mouvement des citoyens, ainsi que du parti local DNV. Sa liste gagne les élections municipales de 2008 dès le premier tour avec 59,61 % des suffrages exprimés.
Candidat aux élections législatives de 2012 dans la onzième circonscription du Val-de-Marne, il obtient 41,17 % des voix au premier tour. Dans la commune dont il est maire il obtient 49,99 % des suffrages. Le candidat du Front de gauche Gilles Delbos, arrivé en deuxième position, se retire et appelle à le soutenir. Le 17 juin 2012, Jean-Yves Le Bouillonnec est élu avec 100 % des suffrages. Candidat à la présidence de la Commission des lois, il est battu par le député du Finistère Jean-Jacques Urvoas. 
Il ne se représente pas aux élections législatives de 2017 dans le Val-de-Marne.
Le 22 mars 2018, il annonce sa démission du mandat de maire de Cachan lors d'un conseil municipal,.

## Mandats
- Du 14 mars 1983 au 25 septembre 1998 : adjoint au maire de Cachan (Jacques Carat), il est chargé de la vie associative, du sport et de la prévention. Premier adjoint au maire de décembre 1992 à septembre 1998.
- Du 26 septembre 1998 au 8 avril 2018 : maire de Cachan.
- Du 23 mars 1998 au Du 12 juillet 2002 : conseiller général du Val-de-Marne, élu du canton de Cachan et président de l'Office départemental de logement social Valophis.
- Du 16 juin 2002 au 20 juin 2017 :  député du Val-de-Marne (onzième circonscription ) ; à ce titre membre de la  commission locale d'information auprès du CEA de Fontenay-aux-Roses.
- Du 10 juin 2009 au 8 novembre 2010 : président de Paris Métropole.
- Du 4 avril 2011 au 31 décembre 2015 : vice-président, délégué au développement social urbain et à la politique de la ville à la communauté d'agglomération de Val de Bièvre.
- Président du comité stratégique de la société des Grands Projets, organisme chargé de la réalisation du futur métro automatique, (mars 2012 - ? ).
- Depuis mai 2018, président du Forum métropolitain du Grand Paris (ex-Paris Métropole)[9]

## Autres responsabilités publiques
- Président de la Conférence territoriale de la Vallée Scientifique de la Bièvre www.vsbievre.eu/.
- Vice-président de Paris Métropole, après en avoir été le président lors de sa création [10], de 10 juin 2009 au 11 octobre 2024.
- Juge suppléant puis titulaire élu par l'Assemblée nationale à la Cour de justice de la République, (2007- ? ).
- Président du conseil de surveillance de la société des Grands Projets, de juillet 2015[11] à mars 2018.